# Срчани проблеми у ковиду 19
Срчани проблеми у ковиду 19 обично нису међу најистакнутијим карактеристикама ковида 19, али они су довољно чести и потенцијално довољно озбиљни да се све више пацијената примљених у болницу због клиничке слике ковида прегледа на повреде срчаног мишића, а кардиолози често постају део тима за негу ових пацијената.
Иако већина озбиљних болести изазваних новим коронавирусом проистиче из упале плућа, која се у неким случајевима може брзо погоршати до акутног респираторног дистрес синдрома (АРДС), лекари све више препознају да код многих пацијената ковид 19 постаје системска болест и није ограничен само на изазивање плућних проблема. Остали системи органа на које ковид 19 може утицати укључују васкуларно стабло, бубреге, централни нервни систем, кожу и срце.
Код многих пацијената срчана повезаност са ковидом 19 релативно је суптилно стање, док код других производи велике и можда фаталне компликације. Иако постоји неколико потенцијалних узрока повреде срчаног мишића повезаног са ковидом 19, специфични узрок код одређеног броја појединца често је тешко идентификовати. Лечење је подржавајуће и опште, а не специфично за ковид 19.
Скрининг тестовиу  на повреду срца треба изводити код свих који су примљени у болницу са ковидом19. Ако се пронађу такви докази, треба успоставити пажљив надзор над радом срца ових болника.

## Епидемиологија
Ране студије међу пацијентима који су довољно тешко болесни да морају бити хоспитализовани због ковида 19, откривају повреде срчаног мишића у  8% до 12% случајева, изузев код пацијената са балажим облицима ковида 19 за које нема доказа о повреди срчаног мишића.
Већина болесника  са ковидом19 имаће благе симптоме и потпуно ће се опоравити. Међутим, код око 20% ће развити упалу плућа, а код око 5% ће се развити тешки облик болест. У тешком облику ковида19, имунолошки систем тела претерано реагује на инфекцију, ослобађајући запаљенске молекуле зване цитокини у крвоток. Ова такозвана „цитокинска олуја“ може оштетити више органа, укључујући и срце.
Код већине пацијената са ковидом 19 који имају видљиву повреду срчаног мишића, било који настали срчани проблеми има тенденцију да будуе мање изражен.
Код неких болесника срчана повезаност са ковидом 19 не игра главну улогу у току њихове болести. У другим случајевима, међутим, срчана оштећења могу бити праћена срчаном инсуфицијенцијом, срчаним ударом или озбиљном срчаном аритмијом.

## Узроци и фактори ризика
Већина оболелих који развију оштећење срчаног мишића од ковид19 имају већ постојећа значајна медицинска стања која их предиспонирају на срчане болести, укључујући болест коронарних артерија, дијабетес, гојазност или хипертензију.
До сада није утврђен ниједан специфичан узрок, већ постоји неколико потенцијалних механизама који могу проузроковати ово оштећење срца и вероватно је да сви они могу играти улогу у овој или оној мери. Ови узоци укључују:
- Миокардитис: запаљење срчаног мишића.[4] обично се јавља само код пацијената са узнапредовалим болешћу. Миокардитис може бити резултат директне срчане инвазије самог вируса или чешће упале изазване олујом цитокина. Када се то догоди, срце се може повећати и ослабити, што доводи до ниског крвног притиска и накупљања течности у плућима. Иако је овај тешки облик миокардитиса реткост, недавне студије сугеришу да је блажи облик упале срчаног мишића можда много чешћи него што је раније било познато. Недавна студија показала је да је асимптоматско запаљење срца виђено на магнетној резонанци код до три четвртине пацијената који су се опоравили од тешког облика коивида 19.[2]
- Стрес кардиомиопатија: позната као „синдром сломљеног срца“,је стање које се јавља као одговор на тешки физички стрес. Велики део срчаног мишића изненада престаје да функционише, што доводи до акутне срчане инсуфицијенције.

- Тешка, генерализована хипоксија: одсуство кисеоника узроковано израженом плућном болешћу може оштетити срце, посебно у областима где је васкуларно снабдевање мишића већ угрожено.
- Руптура постојећег плака коронарне артерије: изазваназапаљењском реакцијим у ковиду 19, може довести до срчаног удара или других облика акутног коронарног синдрома.
- Запаљењем изазвано оштећење малих коронарних артерија
- Цитокинска олуја: која настаје као претерани имунолошки одговор повезан са ковидом 19 може проузроковати озбиљне здравствене проблеме, укључујући директно оштећење срца. Низак крвни притисак изазван олујом цитокина такође може ометати способност срца да пумпа крв.

## Клиничка слика
Код хоспитализованих пацијената са ковидом 19, било који симптоми који су последица повреде срца могу се лако помешати са плућним симптомима изазваним вирусом. Ови симптоми могу бити:
- Изражена диспнеја (отежано дисање)
- Кашаљ
- Умор
- Општа слабост
- Палпитације
- Вртоглавица
- Притисак или бол у прсима
- Синкопа (губитак свести).

Будући да код оболелих са ковидом 19 није лако разликовати срчане симптоме од симптома изазваних тешком плућном болешћу, лекари се обично не могу ослонити само на симптоме како би упозорили на могућност да вирус такође производи срчане проблеме.

## Дијагноза
Имајући у виду да скоро сви присутни срчани симптоми могу бити прикривени плућним симптомима, лекари су дужни да обаве рутински врше скрининг срчаних болести код пацијената хоспитализованих са овом инфекцијом.
Најкориснији скрининг тест је мерење нивоа тропонина у крви. Тропонин је срчани протеин важан за контракцију срћаног мишића. Озлеђене срчане ћелије пропуштају тропонин у крвоток, па су повишени нивои тропонина у крви важан показатељ да је дошло до оштећења срчаних ћелија.
Поред нивоа тропонина у крви, електрокардиограм (ЕКГ) и рендген грудног коша такође могу помоћи у откривању срчаних болести
Ако скрининг тестови сугеришу на срчани проблем, ехокардиограм може бити користан у одређивању присуства и природе било каквог срчаног обољењизазваног ковидом 19. 
Инвазивне кардиолошке процедуре, попут катетеризације срца, избегавају се кад год је то могуће код озбиљно болесних пацијената са ковидом 19.

## Проблеми узроковани повредом срчаних мишића у ковиду 19
Ненормални тест на тропонин је често једина манифестација оштећења срчаног мишића код болесника оболелих од ковида 19. Без обзира да ли постоје други срчани симптоми или не, повишени нивои тропонина код пацијената хоспитализованих са ковидом 19 увек су повезани су са повећаним смртним ризиком.
Код неких пацијената са повишеним нивоом тропонина, повреда срчаног мишића је довољно велика да произведе очигледније срчане болести, које могу да компликују опоравак од ковида 19.
Повећана потреба за кисеоником и смањено снабдевање кисеоником због инсуфицијенције дисајног система доводе до оштећења срца.  Грозница и инфекција убрзавају рад срца, повећавајући рад срца код пацијената са ковидом 19 који развију упалу плућа. Крвни притисак може пасти или скочити, узрокујући даљи стрес на срцу, а што резултује повећањем потребе срча за кисеоником и може довести до оштећења срца, посебно ако су срчане артерије или мишићи на почетку болести већ били  болесни.

### Отказивање срца
Ако је срчани мишић довољно озбиљно оштећен, може доћи до затајења срца. Срчана инсуфицијенција је озбиљан проблем било којом болешћу узорокована, а посебно код болесника који болује од  ковида 19.
У студијама из Вухана у Кини, срчана инсуфицијенција била је истакнута карактеристика код многих пацијената који су критично оболели од ковида 19. У ствари, срчана инсуфицијенција је дијагностикована код приближно половине пацијената са ковида 19 који су умрли током хоспитализације. Велика већина пацијената којима је дијагностикована срчана инсуфицијенција током болести раније није имала срчану инсуфицијенцију, што указује да су њихови срчани проблеми очигледно настали као резултат ковида 19.

### Срчани удар
Срчани удари (инфаркти миокарда) такође су прилично чести код људи хоспитализованих са ковидом 19. То није неочекивано, јер је одавно познато да су грип и друге болести које узрокују упалу плућа повезане са већим ризиком од срчаног удара.
Постоје најмање два начина на која ковида 19 може изазвати срчани удар: повећано оптерећење срца због нарушене функције плућа,  хипоксија (низак ниво кисеоника у крви) изазвана тешким плућним болестима, може довести до оштећења срчаног мишића у деловима срца чије је снабдевање крвљу угрожено оболелим коронарним артеријама.
Ковид 19 може проузроковати широко распрострањено васкуларно запаљење, што може покренути пуцање плака коронарне артерије, чије честице доводе до зачепљења артерија и узрокујући смрт срчаног мишића.

### Аритмија
Неколико врста аритмија може се јавити код људи хоспитализованих са ковидом 19, али најистакнутији су фибрилација срчаних преткомора и вентрикуларна тахикардија. Конкретно, ови пацијенти могу развити опасан облик вентрикуларне тахикардије који се назива „торсадес де поинтес“ или ТдП.
- Неке од аритмија у ковиду 19
- ЕКГ пацијента са вентрикуларном тахикардијом
- ЕКГ болесника са АФ на коме је црвеном стрелицом означено место где се уместо постојаних Р-таласа, на снимку бележе брзе осцилације или фибрилаторни таласи (горе) и физиолошки ЕКГ са нормалним изгледом  Р-таласа (доле)
- 12-канални ЕКГ болесника са знацима торсадес де поинтес (TdP)

ТдП се примећује када се  интервал продужи. (Q -T интервал се мери на ЕКГ-у и представља трајање времена које је потребно електролитима да пређу напред-назад кроз мембрану срчане ћелије када се срчана ћелија стимулише на откуцај) Због тежине и сложености њихове болести, КТ интервал се често продужава код људи који су тешко болесни са ковидом 19.
Неки од лекова који се могу користити за лечење ковида 19 у болничким условима, попут хидроксихлорокин и азитромицин, такође могу продужити Q -T интервал, повећавајући ризик од ТдП.

## Терапија
Не постоји специфичан третман за оштећење срчаног мишића изазвано ковидом 19.. Међутим, доступан је агресиван третман за већину последица овог оштећења срца, као што су срчана инсуфицијенција, акутни срчани напади и срчане аритмије. Ови третмани су исти као и код пацијената који немају ковидм 19.

### Лечење срчане инсуфицијенције
Акутно, лечење срчане инсуфицијенције захтева одлично управљање течношћу (како би се вишак течности задржао ван плућа), обнављање нормалног нивоа кисеоника у крви и идентификовање основних услова подложних лечењу (као што је срчана исхемија).

### Лечење срчаног удара
Акутни срчани удари се код болесника  са ковидом 19.9 углавном третирају исто као и код било кога другог, с тим што је већа вероватноћа да ће кардиолози користити фибринолитичку терапију („растварање угрушака“) као примарну терапију уместо стента.  Могу се давати различите врсте лекова, укључујући лекове за разбијање угрушка (тромболитичка терапија), антитромбоцитне лекове, разређиваче крви, бета блокаторе, АЦЕ инхибиторе и статине.
Операција, попут ангиопластике, биће изведена ако је артерија потпуно блокирана.

### Лечење срчане аритмије
Срчаним аритмијама се такође управља баш као и код болесника без ковида 19. Од лекова на рецепт до пејсмејкера и поступака аблације. 
Свако ко је критично болестан склон је аритмијама, а велики акценат треба ставити на превенцију. То значи пажљиво пазити на управљање течношћу, оксигенацију крви, равнотежу електролита и избегавање (кад год је то могуће) лекова за које је познато да продужавају Q -T интервал на електрокардиограму.
Озбиљно болесни пацијенти са ковидом 19 биће прикључени  на срчани монитор тако да се брзо могу уочити и решити било који облици акутне срчане аритмије. 